# Mompha unicristatella
Mompha unicristatella é uma espécie de mariposa do gênero Mompha pertencente à família Coleophoridae.